# 邹义 (明朝宦官)
邹义（1555年—1627年），号龙渊，顺天府宛平县人，万历时期的司礼监秉笔太监兼东厂提督太监。

## 生平
嘉靖三十四年（1555年），出生。
嘉靖四十一年（1562年），入侍宸居。
隆庆元年（1567年），入内学堂读书。
隆庆二年（1568年），入职司礼监。
万历二十二年（1594年），升乾清宫近侍。
万历三十年（1602年），任典玺局局丞。
万历三十四年（1606年），任典玺局局郎。
万历四十八年（1620年），调任司礼监秉笔太监，赐蟒衣、玉带；8月，明光宗继位，兼东厂提督太监。
天启元年（1621年），退休。
天启七年（1627年），去世，葬于西山门头村静妙庵。

## 亲属
- 邹永昌（父）
- 华氏（母）

| 前任： 卢受 | 东厂提督太监 1620年 | 繼任： 沈荫 |